# Daria Chuprys
Daria Chuprys (en bielorruso: Дарья Чупрыс; 3 de septiembre de 2007) es una deportista bielorrusa que compite en tiro, en la modalidad de rifle. Ganó una medalla de plata en el Campeonato Europeo de Tiro de 2024, en la prueba de rifle en posición tendida 50 m.

## Palmarés internacional
| Campeonato Europeo | Campeonato Europeo | Campeonato Europeo | Campeonato Europeo         |
| Año                | Lugar              | Medalla            | Prueba                     |
| ------------------ | ------------------ | ------------------ | -------------------------- |
| 2024               | Osijek (Croacia)   | Medalla de plata   | Rifle en pos. tendida 50 m |